# Спурий Постумий Алб Региленсис (консул 466 пр.н.е.)
Вижте пояснителната страница за други личности с името Спурий Постумий Алб Региленсис.
Спурий Постумий Алб Региленсис (на латински: Spurius Postumius Albus Regillensis) e римски политик на Римската република през 5 век пр.н.е.

## Биография
Произлиза от клон Алб (или Албин) на патрицианската фамилия Постумии. Син е на Авъл Постумий Алб Региленсис (диктатор 499 пр.н.е., консул 496 пр.н.е.) и брат на Авъл Постумий Алб Региленсис (консул 464 пр.н.е.). Той е баща на Спурий Постумий Алб Региленсис, който е консулски военен трибун през 432 пр.н.е.
През 466 пр.н.е. Спурий Постумий е консул заедно с Квинт Сервилий Приск и се бият срещу еквите. През 462 пр.н.е. става авгур. През 454 пр.н.е. е изпратен в Гърция с делегация от трима сенатора и се учи да пише на гръцки.
През 452 пр.н.е. и 451 пр.н.е. Спурий Постумий е в комисията на децемвирите и пише Законите на дванадесетте таблици.